# Гая Патал
Гая Патал (на английски: Gaya Patal) е артистичен псевдоним на американската порнографска актриса от индийски произход Шеран Гаятри Панчам (на английски: Sheran Gayatri Pancham). Дебютира като актриса в порнографската индустрия през 2007 година, когато е на 21 години.

## Биография
Шеран Гаятри Панчам е родена на 9 юли 1988 година в щат Харяна, Индия. Премества се да живее в Калифорния, където започва да се занимава с порно. Снима се в сцени на групов секс с традиционната индийска дреха Сари. Започва да наема и други момичета от пенджабски произход в този бранш, като участва с тях в лесбийски сцени.